# Hofburg Silvesterball
Der Hofburg Silvesterball (vormals Kaiserball bzw. Le Grand Bal) ist einer der Silvesterbälle in Wien. Er wurde erstmals 1970 als Kaiserball veranstaltet und findet jährlich am 31. Dezember in der Wiener Hofburg statt. Seit 2012 führt er den Namen Hofburg Silvesterball. Der Ball wird von bis zu 2500 Gästen aus 50 Nationen besucht. Ihnen stehen der historische Festsaal, der Zeremoniensaal und weitere Repräsentationsräume der ehemaligen kaiserlichen Winterresidenz der Habsburger zur Verfügung.

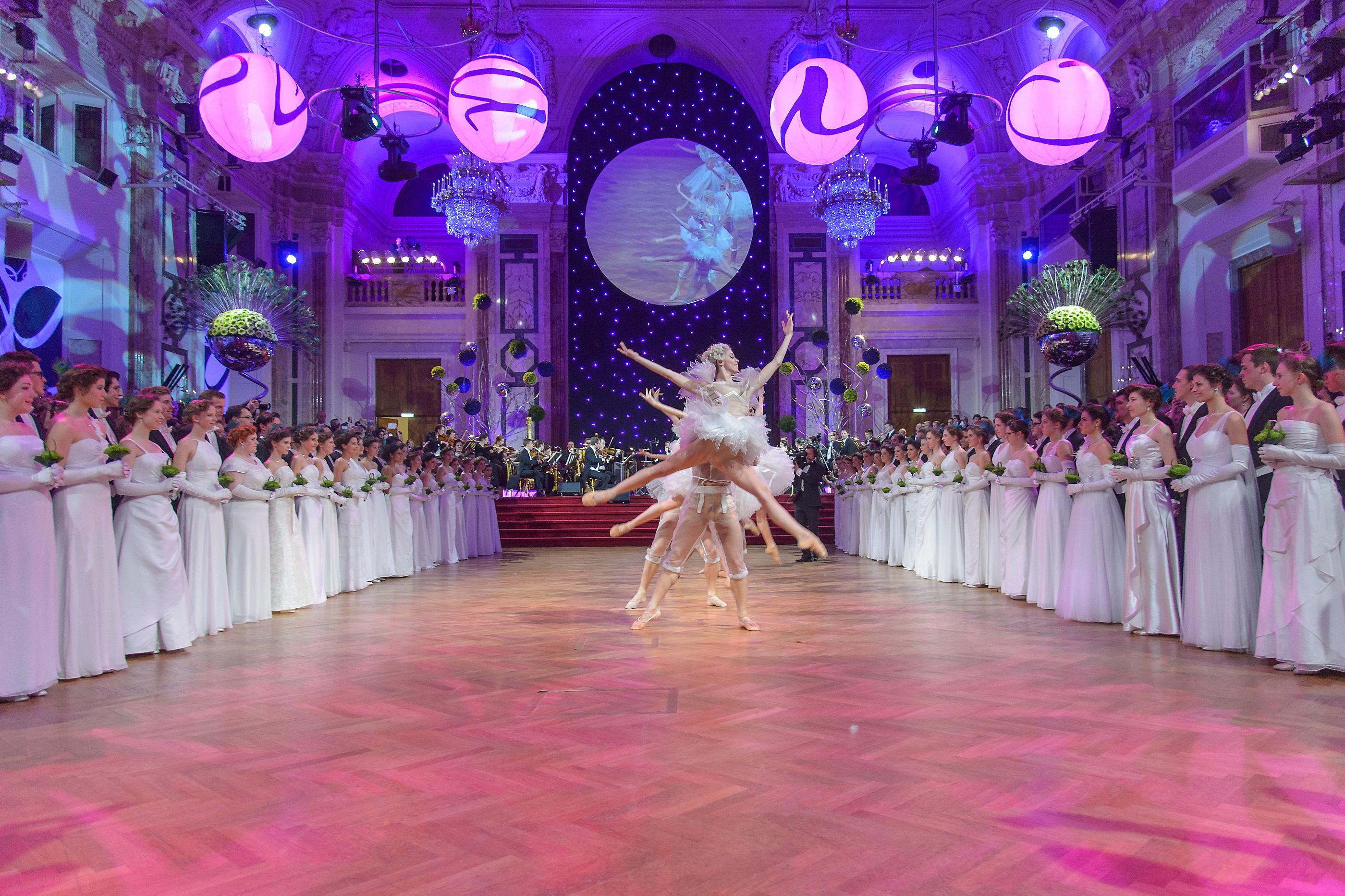
Feierliche Eröffnung am Hofburg Silvesterball

## Veranstalter
Veranstalter des Balls ist die Wiener Kongresszentrum Hofburg Betriebsgesellschaft m.b.H., ein Privatunternehmen, das die Räumlichkeiten im Gesamtausmaß von 17.000 m² 1969 von der Republik Österreich gepachtet hat und darin vor allem internationale Tagungen beherbergt.
Gesellschafter des Unternehmens sind nach neuestem Stand die Columbus Reisen GmbH (eine österreichische Reisebürokette), die Hotel Sacher Eduard Sacher GmbH, die Wertinvest Hotelbetriebs GmbH, die Motto Catering GmbH und die Schick-Hotels Betriebs GmbH, eine Wiener Hotelkette (u. a. mit dem Hotel Am Parkring). Der Wiener Tourismusverband förderte den Ball in den ersten Jahren aus öffentlichen Mitteln, bis die Veranstaltung die Gewinnschwelle überschritt.

## Geschichte
Die Idee für den Kaiserball entwickelte sich aus der Tradition des „Hofballs“ und des „Ball bei Hof“, die in der Regierungszeit Kaiser Franz Josephs I. veranstaltet wurden.
Der „Hofball“ fand Ende Jänner statt. Geladen waren alle Personen, die am Hof erscheinen durften, etwa 2000 an der Zahl. Nach dem feierlichen Einzug des Hofstaates in den Zeremoniensaal wurden ausgewählte Gäste dem Kaiser und der Kaiserin vorgestellt. Im Großen Redoutensaal war das Buffet aufgebaut. Mit dem letzten Walzer genau eine Viertelstunde nach Mitternacht endete der Ball.
Zwei Wochen nach dem „Hofball“ wurde der „Ball bei Hof“ in denselben Räumlichkeiten abgehalten. Zu diesem kleineren und elitäreren Ball waren 700 Gäste des Hochadels sowie das Diplomatische Corps geladen. In den Radetzky-Appartements und den angrenzenden Räumlichkeiten servierte man ein Souper auf dem wertvollsten Porzellan der Hoftafelkammer, die Sitzplätze waren nach Rangordnung reserviert. Die Damen scheuten keine Ausgaben, um dem Anlass gebührend gekleidet zu sein, und ließen sich eine Abendrobe 300–500 Gulden und damit mehr als das Jahreseinkommen eines Dieners bei Hof kosten.
Der Kaiserball knüpfte an diese Tradition an und bestand in seiner bis 2012 geprägten Form seit 1970. Grundgedanke der Rückbesinnung war auch eine Belebung des Tourismus in Wien während der Wintermonate, in denen die Hotellerie damals schlecht ausgelastet war, insbesondere in der Zeit um den Jahreswechsel. Der Kaiserball und der zu Silvester 1990 erstmals veranstaltete Wiener Silvesterpfad haben im Lauf der Jahre starke Hotelauslastung in den Tagen vor und nach Neujahr bewirkt.
Seit 31. Dezember 2012 wird der Ball als „Hofburg Silvesterball“ bezeichnet.